# راكدان (فلم)
راكدان (بالإنجليزية: Raakadhan)، هو فيلم إثارة وجريمة باللغة التاميلية صدر عام 2023، «دينيش كالايشيلفان». يقوم ببطولته «فامسي كريشنا»، «رياز خان»، «دينيش كالايشيلفان» و«فيغنيش باسكار» في الأدوار الرئيسية. أنتج الفيلم «ماج باسكار» و«راني هنري صامويل» تحت شعار «مارودهام برودكشنز».

## طاقم التمثيل
- فامسي كريشنا بدور أجمل
- رياز خان بدور أوستن
- دينيش كالايشيلفان بدور أليكس
- فيغنيش باسكار بدور أرجون
- غاياتري ريما بدور أنانيا
- تشامس بدور مانيماران
- سانجانا سينغ بدور سانجانا
- نزهاجال رافي في دور رافي فارمان

## الإنتاج
أقيم حفل إطلاق صوت الفيلم في 7 يوليو 2023. أطلق أول أغنية فردية من الفيلم برمجي أمريكان وسايندهافي . أصدر الفيلم في 21 يوليو 2023 في دور العرض.

## الاستقبال
كتب ناقد من «دينا ثانثي» أن «دينيش كالايشيلفان» هو مخرج موهوب يظهر الجوانب المظلمة من المشاكل التي يواجهها الرجال في صناعة عرض الأزياء بطريقة مثيرة وحيوية في الصداقة والحب والإثارة". قدم ناقد من ديناكاران مراجعة مختلطة.

## روابط خارجية
- راكدان  في قاعدة بيانات الأفلام على الإنترنت (بالإنجليزية)